# Graptomyza semicircularia
Graptomyza semicircularia är en tvåvingeart som beskrevs av Huo, Ren och Zheng 2007. Graptomyza semicircularia ingår i släktet Graptomyza och familjen blomflugor. Inga underarter finns listade i Catalogue of Life.